# Saša Peršon
Saša Peršon (Fiume, 28 febbraio 1965) è un ex calciatore croato, di ruolo difensore.

## Carriera

### Nazionale
Con la nazionale esordì nel 1990 in amichevole contro gli Stati Uniti. L'ultima partita con la nazionale la disputò nel 1993 in amichevole contro l'Ucraina.

## Statistiche

### Cronologia presenze e reti in nazionale
| Cronologia completa delle presenze e delle reti in nazionale ― Croazia | Cronologia completa delle presenze e delle reti in nazionale ― Croazia | Cronologia completa delle presenze e delle reti in nazionale ― Croazia | Cronologia completa delle presenze e delle reti in nazionale ― Croazia | Cronologia completa delle presenze e delle reti in nazionale ― Croazia | Cronologia completa delle presenze e delle reti in nazionale ― Croazia | Cronologia completa delle presenze e delle reti in nazionale ― Croazia | Cronologia completa delle presenze e delle reti in nazionale ― Croazia |
| Data                                                                   | Città                                                                  | In casa                                                                | Risultato                                                              | Ospiti                                                                 | Competizione                                                           | Reti                                                                   | Note                                                                   |
| ---------------------------------------------------------------------- | ---------------------------------------------------------------------- | ---------------------------------------------------------------------- | ---------------------------------------------------------------------- | ---------------------------------------------------------------------- | ---------------------------------------------------------------------- | ---------------------------------------------------------------------- | ---------------------------------------------------------------------- |
| 17-10-1990                                                             | Zagabria                                                               | Croazia                                                                | 2 – 1                                                                  | Stati Uniti                                                            | Amichevole                                                             | -                                                                      | 71’                                                                    |
| 22-12-1990                                                             | Fiume                                                                  | Croazia                                                                | 2 – 0                                                                  | Romania                                                                | Amichevole                                                             | -                                                                      | 19’                                                                    |
| 25-6-1993                                                              | Zagabria                                                               | Croazia                                                                | 3 – 1                                                                  | Ucraina                                                                | Amichevole                                                             | -                                                                      |                                                                        |
| Totale                                                                 |                                                                        | Presenze                                                               | 3                                                                      |                                                                        | Reti                                                                   | 0                                                                      |                                                                        |

## Palmarès
- Campionato croato: 2

Hajduk Spalato: 1993-1994, 1994-1995
- Coppa di Croazia: 2

Hajduk Spalato: 1992-1993, 1994-1995
- Supercoppa di Croazia: 2

Hajduk Spalato: 1993, 1994